# Vallonia
Vallonia é um género de gastrópode  da família Valloniidae.
Este género contém as seguintes espécies:
- Vallonia allamanica
- Vallonia costata (O. F. Müller, 1774)
- Vallonia cyclophorella Sterki, 1892
- Vallonia declivis Sterki, 1893
- Vallonia eiapopeia Gerber, 1996
- Vallonia enniensis (Gredler, 1856)
- Vallonia excentrica Sterki, 1893
- Vallonia gracilicosta Reinhardt, 1883
- Vallonia parvula Sterki, 1893
- Vallonia perspectiva Sterki, 1893
- Vallonia pulchella (O. F. Müller, 1774)
- Vallonia suevica Geyer, 1908
- Vallonia tenuilabris (Braun, 1843)